# ルドルフ・シャーピング
ルドルフ・シャーピング（ルドルフ・シャルピングとも、Rudolf Albert Scharping、1947年12月2日 - ）は、ドイツの政治家。
1991年から1994年にラインラント＝プファルツ州首相、1998年から2002年にゲアハルト・シュレーダー内閣で国防相を務める。また1993年から1995年にドイツ社会民主党（SPD）党首を務め、1994年のドイツ連邦議会選挙をSPDの首相候補として戦ったが、現職のヘルムート・コール首相に敗れた。そのほか1995年から2001年にヨーロッパ社会民主党（SPE）代表を歴任した。

## 経歴

### SPD党首就任と転落
ラインラント＝プファルツ州ニーダーエルベルト生まれ。ギムナジウムを卒業後、2年間兵役に服すはずだったが、弱視のため半年で除隊。1966年にドイツ社会民主党（SPD）に入党する。ボン大学に入学し政治学、法学、社会学を学ぶ。1968年、ドイツ連邦軍のスターファイター戦闘機導入に反対するビラを配ったため除名を審査する党規委員会にかけられるが、10ヶ月後に審査停止。1969年から74年まで、SPDの下部組織・社会主義青年団（ユーゾー）のラインラント・プファルツ州代表。1974年、大学を卒業し修士号取得。修士論文のテーマはSPDの連邦議会選挙の地元での選挙戦を分析したものだった。この年最初の結婚をして、三女をもうける。1974年‐1976年、ユーゾー連邦副代表。1975年、ラインラント＝プファルツ州議会選挙で初当選、以後4期19年にわたって務める。1976年から2年間、ユーゾーの連邦副代表。1984年‐90年、ラインラント・ヘッセン＝ナッサウ地区のSPD代表。1985年‐91年、SPDの州議会院内総務。1985‐93年、SPDのラインラント・プファルツ州代表。
1991年に行われた州議会選挙に州首相候補として出馬、勝利をおさめて5月21日にラインラント・プファルツ州首相に選出され、戦後44年続いた同州でのドイツキリスト教民主同盟（CDU）による支配を初めて破った。その勢いを駆って1993年、エッセンで行われた党大会でSPD党首選挙に出馬する。その時の対抗馬は、ともにユーゾーの連邦代表経験があるニーダーザクセン州首相ゲアハルト・シュレーダーと、SPD連邦議会議員団広報官のハイデマリー・ヴィーチョレック＝ツォイルだった。党首選で彼は翌年行われる連邦議会選挙で連邦首相候補になりたいとは明言しなかったため、ザールラント州首相オスカー・ラフォンテーヌを首相候補に推す党内左派の票も集め、SPD党首に選出された。
しかし一転シャーピングは翌1994年の連邦議会選挙に首相候補として出馬、議席は増えたものの政権交代はならなかった。この選挙で州議会から連邦議会議員に転じ、党院内総務に就任（1998年まで）。しかしドイツ連邦軍の海外派遣を容認する現実主義路線、そして経済政策のスポークスマンだったシュレーダーを遠ざけるなどの独断的姿勢が党内の反感を買った。翌1995年にマンハイムで行われた党大会では、出来レースが普通のドイツの党大会ではきわめて異例なことに、シャーピングとラフォンテーヌとで決選投票が行われ、現職党首でありながらシャーピングはあえなく落選した。敗れたシャーピングはSPD副党首におさまる。同年から2001年まで、ヨーロッパ各国の社会民主主義政党が加盟するヨーロッパ社会民主党（SPE）代表を務める。

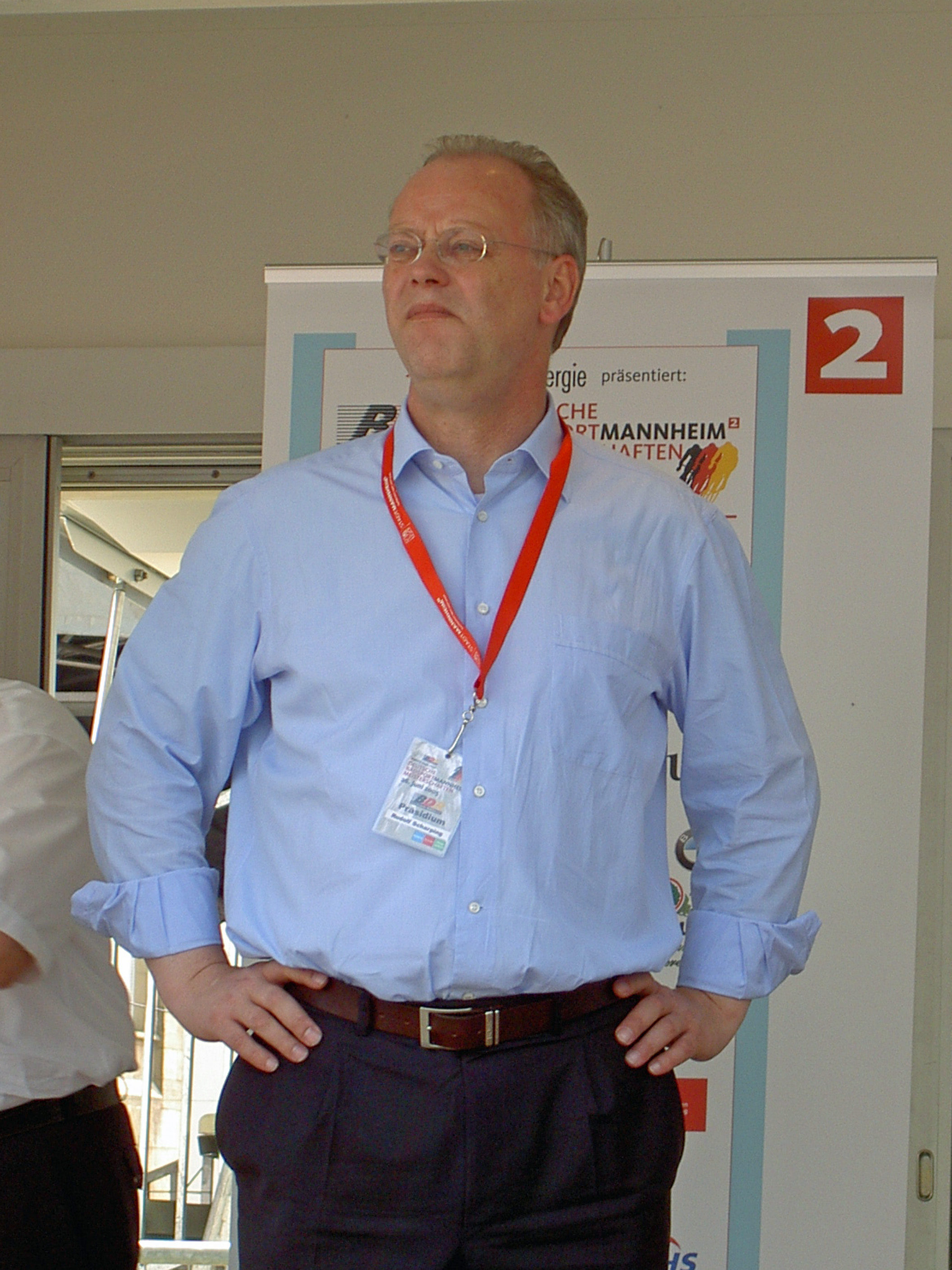
ルドルフ・シャーピング（2005年6月）

### 国防大臣就任と更迭
1998年の連邦議会選挙で、首相候補シュレーダーが率いるSPDが現職のコール首相率いるCDUに勝利し、16年ぶりの政権交代が実現する。シャーピングはシュレーダー政権の国防大臣に指名され、1998年10月27日に就任。就任早々コソボ紛争が激化し、ドイツは戦後初めて戦争に参加し、ドイツ連邦軍の航空機がユーゴスラビアに対する攻撃に参加した。シャーピングは参戦を正当化するために、コソボではユーゴスラビア当局によりアルバニア人に対する組織的迫害が行われていると主張したが、シャーピングの主張する強制収容所の有無や武力行使を認める国連決議の欠如、そして戦争そのものの是非をめぐり、憲法違反や国際法無視であるとして激しい批判にさらされた。彼はまたドイツ連邦軍のIT化計画を進めたが、その費用などをめぐり批判された。
2002年、ドイツ連邦軍が内戦寸前のマケドニア共和国での平和維持活動参加を直前に控えている時に、シャーピングが恋人（のち夫人）とマヨルカ島で休暇を楽しんでいる姿がカメラマンに撮られてゴシップ誌に掲載されてしまった。さらにロビイストからの献金と癒着疑惑が追い打ちをかけ、国防相としてのシャーピングの権威は失墜した。2002年の連邦議会選挙を目前に控えて苦戦が予想されていたシュレーダーは、7月18日にシャーピングを更迭した。2003年にはSPD副党首を退任。その次の2005年9月の連邦議会選挙にシャーピングは出馬せず、政界を離れた。
シャーピングは自分の名を冠した経営コンサルタント会社を経営するほか、2006年にはアメリカのロースクールに国際政治の教授として招かれた。サーベラス・キャピタル・マネジメント顧問。

## 人物
- 自転車好きで2005年にはドイツ自転車競技連盟総裁に選ばれている。
- 最初の妻との間に三女がある。2002年にマヨルカ島で一緒に写真を撮られた恋人クリスティナと再婚した。彼女はピラティ伯爵フォン・タッスル・ツー・ダックスベルク家の未亡人である。2016年1月に離婚。

## 文献
- Rudolf Scharping: Wir dürfen nicht wegsehen: der Kosovo-Krieg und Europa. Ullstein-Verlag 1999, ISBN 3-550-07106-X
- Thomas Leif und Joachim Raschke: Rudolf Scharping, die SPD und die Macht. Rowohlt-Verlag 1994, ISBN 3-499-13519-1
- Ulrich Rosenbaum: Rudolf Scharping, Ullstein 1993, ISBN 3-548-36613-9